# Issaga Diallo
Issaga Diallo (Goudiry, Senegal, 26 de enero de 1987), futbolista senegalés, naturalizado francés. Juega de centrocampista y su actual equipo es el Cambridge United Football Club de la Football League Two de Inglaterra.

## Clubes
| Club                           | País       | Año       |
| ------------------------------ | ---------- | --------- |
| FC Montceau Bourgogne          | Francia    | 2007-2008 |
| FC Saint-Louis Neuweg          | Francia    | 2008-2009 |
| FC Locarno                     | Suiza      | 2009-2011 |
| Servette FC                    | Suiza      | 2011-2014 |
| Kaposvári Rákóczi FC           | Hungría    | 2014      |
| Cambridge United Football Club | Inglaterra | 2014-     |